# Simone Corsi

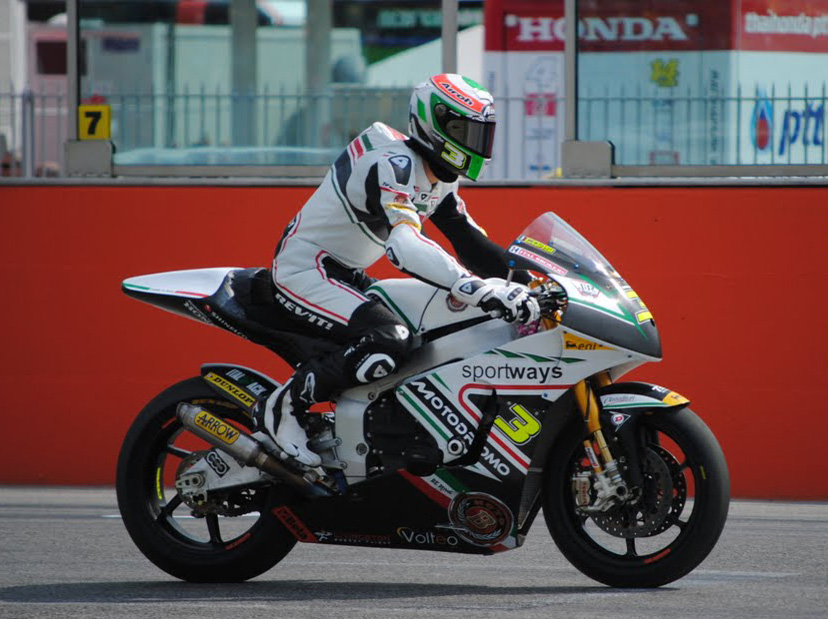
Corsi på startlinjen. Misano 2010.

Simone Corsi, född den 24 april 1987 i Rom, är en italiensk motorcykelförare inom roadracing. Han tävlar sedan 2010 i Moto2-klassen i Grand Prix Roadracing. Från säsongen 2016 för tillverkaren Speed Up.

## Karriär
Efter att ha kört VM-loppet på Mugello-banan år 2002, fick han kontrakt med Honda-stallet Team Scot som han körde för 2003 och 2004. Corsi slutade på 19:e respektive 13:e plats i VM-tabellen.
År 2005 körde Corsi i 250GP-klassen för MS Aprilia Italia Corse men återvände 2006 till 125GP-klassen. Vid 2007 kom han på en sjundeplats i 125GP och tog sin första GP-seger i Japan. År 2008 kom han tvåa i VM efter Mike di Meglio och tog ytterligare fyra Grand Prix-segrar. Corsi siktade på VM-titeln 2009, men slutade på en elfteplats. Sedan säsongen 2010 kör han i Moto2-klassen. Från 2013 till 2015 för stallet Forward Racing. 2014 låg Corsi bra till i VM när en skada han ådrog sig vid en krasch på Silverstone tvang honom att avstå säsongens sex sista Grand Prix. 2015 gick lite sämre men till 2016 ersatte han Sam Lowes som fabriksförare för Speed Up och blev därmed en av få förare som inte kör en Kalex-motorcykel. Två pallplatser och en sammanlagd tiondeplats i VM blev facit för Corsi 2016. Han fortsätter hos Speed Up 2017.
| Säsong | Klass | Stall                      | Fabrikat            | Typ                | Race | Segrar | Podium | Poles | Snabbaste varv | Poäng | Plats |
| ------ | ----- | -------------------------- | ------------------- | ------------------ | ---- | ------ | ------ | ----- | -------------- | ----- | ----- |
| 2002   | 125GP | Polini                     | Honda               | Honda RS125R       | 1    | 0      | 0      | 0     | 0              | 0     | NC    |
| 2003   | 125GP | Team Scot                  | Honda               | Honda RS125R       | 14   | 0      | 0      | 0     | 0              | 32    | 19    |
| 2004   | 125GP | Kopron Team Scot           | Honda               | Honda RS125R       | 16   | 0      | 1      | 0     | 0              | 61    | 13    |
| 2005   | 250GP | MS Aprilia Italia Corse    | Aprilia             | Aprilia RSW 250 LE | 16   | 0      | 0      | 0     | 0              | 59    | 14    |
| 2006   | 125GP | Squadra Corse Metis Gilera | Gilera              | Gilera RS 125      | 14   | 0      | 0      | 0     | 0              | 79    | 12    |
| 2007   | 125GP | Skilled Racing Team        | Aprilia             | Aprilia RS 125     | 17   | 1      | 2      | 0     | 0              | 168   | 6     |
| 2008   | 125GP | Jack & Jones WRB           | Aprilia             | Aprilia RSA 125    | 17   | 4      | 7      | 3     | 2              | 225   | 2     |
| 2009   | 125GP | Jack & Jones WRB           | Aprilia             |                    | 16   | 0      | 2      | 0     | 0              | 81    | 11    |
| 2010   | Moto2 | JiR Moto2                  | Motobi              |                    | 17   | 0      | 2      | 0     | 0              | 138   | 5     |
| 2011   | Moto2 | Ioda Racing Project        | FTR                 |                    | 17   | 0      | 2      | 0     | 0              | 127   | 6     |
| 2012   | Moto2 | Came Ioda Racing Project   | FTR                 |                    | 17   | 0      | 0      | 1     | 0              | 87    | 11    |
| 2013   | Moto2 | NGM Mobile Racing          | Speed Up            |                    | 17   | 0      | 1      | 0     | 0              | 105   | 11    |
| 2014   | Moto2 | NGM Forward Racing         | Forward KLX / Kalex |                    | 12   | 0      | 1      | 1     | 0              | 100   | 7     |
| 2015   | Moto2 | Forward Racing             | Kalex               |                    | 17   | 0      | 0      | 0     | 0              | 86    | 12    |
| 2016   | Moto2 | Speed Up                   | Speed Up            |                    | 18   | 0      | 2      | 0     | 0              | 103   | 10    |
| 2017   | Moto2 | Speed Up                   | Speed Up            |                    |      |        |        |       |                |       |       |
| Total  |       |                            |                     |                    |      |        |        |       |                |       |       |

## Pallpatser
Uppdaterad till 2016-12-31.
|  |

| Nr | Grand Prix | År   |
| -- | ---------- | ---- |
| 1  | Tyskland   | 2013 |
| 2  | Frankrike  | 2014 |
| 3  | Frankrike  | 2016 |

| Nr | Grand Prix | År   |
| -- | ---------- | ---- |
| 1  | Frankrike  | 2010 |
| 2  | Italien    | 2010 |
| 3  | Spanien    | 2011 |
| 4  | Aragonien  | 2011 |
| 5  | Tyskland   | 2014 |
| 6  | Qatar      | 2016 |

| Nr | Grand Prix | År   |
| -- | ---------- | ---- |
| 1  | Turkiet    | 2007 |
| 2  | Spanien    | 2008 |
| 3  | Portugal   | 2008 |
| 4  | Italien    | 2008 |
| 5  | Valencia   | 2008 |

| Nr | Grand Prix     | År   |
| -- | -------------- | ---- |
| 1  | Storbritannien | 2009 |

| Nr | Grand Prix   | År   |
| -- | ------------ | ---- |
| 1  | Japan        | 2004 |
| 2  | Italien      | 2007 |
| 3  | TT Assen     | 2008 |
| 4  | San Marino   | 2008 |
| 5  | Malaysia     | 2008 |
| 6  | Indianapolis | 2009 |